# Inc.
Inc. è una rivista settimanale statunitense che pubblica articoli riguardanti piccole imprese e startup, fondato nel 1979 con sede a New York. 
La rivista pubblica degli elenchi annuali delle 500 e 5000 piccole aziende private a più rapida crescita negli Stati Uniti, chiamate "Inc. 500" e "Inc. 5000".
Nel giugno 2012 la rivista ha avuto una tiratura di 711 000 copie.